# Alf e Alfhild

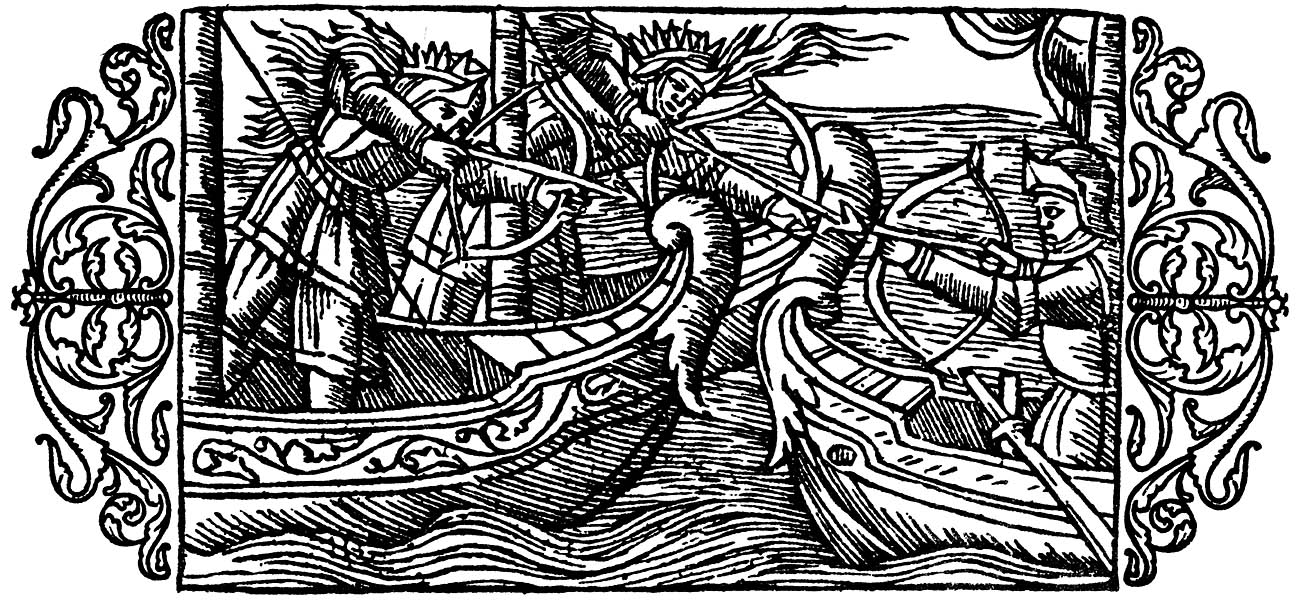
On Viking Expeditions of Highborn Maids: Due guerriere, di famiglia reale a giudicare dalle corone sulle loro teste, partecipano ad una battaglia navale. Di Olao Magno, in Historia de Gentibus Septentrionalibus del 1555

Secondo il Gesta Danorum Alfhild, figlia del re Geato Synardus, era una Skjaldmö che governava una propria flotta di navi vichinghe, con un equipaggio formato da giovani donne pirata, che razziava le coste del Mar Baltico.

## Biografia
Quando era una giovane principessa, la camera di Alfhild era protetta da una lucertola e da un serpente, che spaventavano gli ospiti indesiderati. Un principe dei Dani di nome Alf, anch'esso di discendenza geata, giunse in Götaland sconfiggendo i due animali di guardia. Ma Alfhild, avvisata dalla madre, fuggì da Alf travestendosi da uomo, e diventando Skjaldmö.
Alf ed il suo compagno scaniano, Borgar, assieme ai marinai danesi la cercarono trovandola lungo la costa finlandese. Dopo una battaglia navale, l'elmo di Alfhild fu fatto cadere, e fu riconosciuta. Alf e Borgar ordinarono ai loro uomini di smettere di combattere, ed Alf abbracciò Alfhild, felice di averla ritrovata. Lei decise di abbandonare i propri abiti da guerriera e di seguire Alf in Danimarca, dove si sposarono.

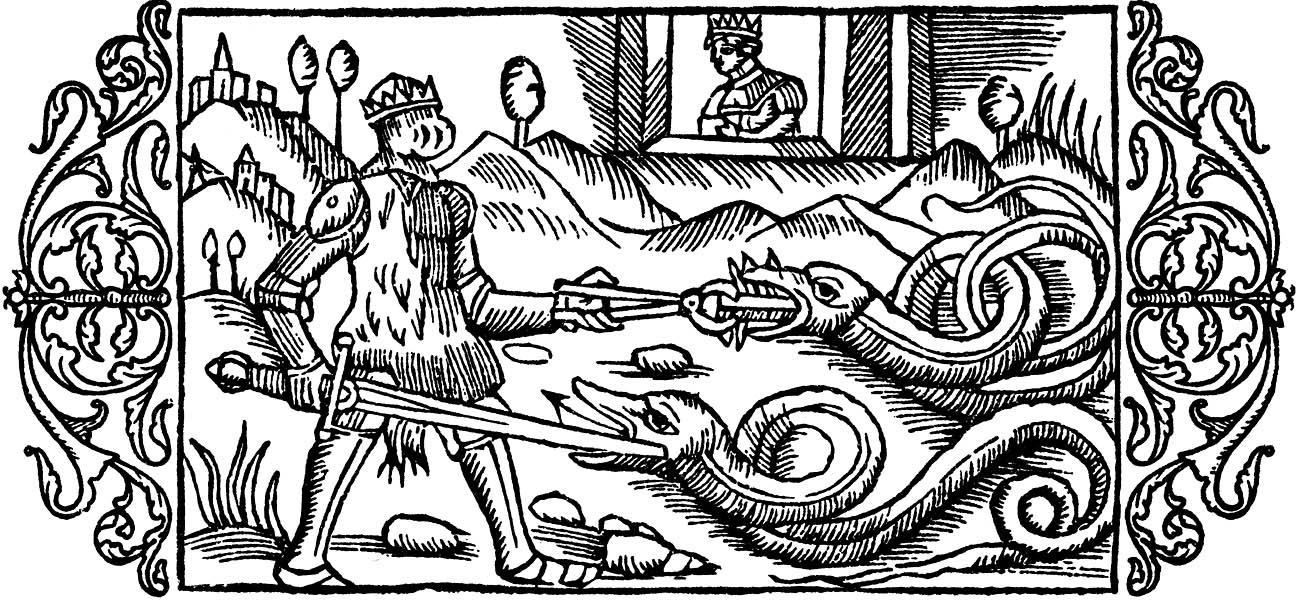
On Alf, the Defender of Chastity: Alf, all'inseguimento della principessa, uccide i due rettili che salvaguardavano la sua castità. Per farlo indossa una pelle insanguinata sulla sua armatura. Di Olao Magno in Historia de Gentibus Septentrionalibus del 1555

Alcuni anni dopo, durante una guerra combattuta per sedare una rivolta condotta da un clan vichingo danese, Alf i fratelli ed il padre, re Sigar, furono uccisi. Della famiglia reale sopravvisse solo la figlia di Alf e Alfhild, Gurid. Dopo essere stata regina per qualche tempo, Gurid sposò uno dei figli di Borgar, Halfdan, generando un figlio di nome Harald, che divenne il nuovo re di Danimarca.

## Contesto storico
Secondo i dettagli della saga, tutto questo sarebbe avvenuto nel V secolo.
Il racconto contenuto nel Gesta Danorum di Saxo Grammaticus è la storia di Alf e Alfhild, basata su un racconto popolare.

## Nella cultura di massa
Vi sono alcune varianti della storia. A volte Alfhild viene chiamata Awilda (o Alwilda, Alvilda, Alvild, Alvilde, Alfhilda, Avilda, Alvida, Altilda, Ælfhild).
All'inizio del 1800, Alfhild/Awilda era un soggetto ricorrente per le storie raccontate dai membri delle ciurme delle baleniere.
Col nome di Alvida, appare in un moderno musical danese.
La storia di Alf e Alfhild è stata anche tradotta in opere italiane.
Nel 1686 apparve "L'Amazzone Corsara, ovvero L'Alvilda, regina de Goti", di Carlo Pallavicino.
Nel 1731 Antonio Vivaldi scrisse "Alvilda regina de' Goti".